# Sybra mediomaculata
Sybra mediomaculata es una especie de escarabajo del género Sybra, familia Cerambycidae. Fue descrita científicamente por Heller en 1924.
Habita en Filipinas. Esta especie mide 13-13,5 mm.